# 20481 Sharples
A 20481 Sharples (ideiglenes jelöléssel 1999 NW37) a Naprendszer kisbolygóövében található aszteroida. A LINEAR projekt keretében fedezték fel 1999. július 14-én.